# Stazione di Roverbella
Stazione di Roverbella vasútállomás Olaszországban, Lombardia régióban, Roverbella településen.

## Vasútvonalak
Az állomást az alábbi vasútvonalak érintik:
- Verona-Mantova-Modena-vasútvonal

## Kapcsolódó állomások
A vasútállomáshoz az alábbi állomások vannak a legközelebb:
- Stazione di Mozzecane
- Stazione di Sant'Antonio Mantovano